# Claude Adelen
Claude Adelen est un poète et critique littéraire français né à Paris le 23 mai 1944 . Il a publié une quinzaine d'ouvrages.

## Biographie
Claude Adelen est né le 23 mai 1944 à Paris. Il a enseigné les Lettres en région parisienne et vit actuellement à Montpellier. Ses premiers poèmes ont été publiés par Elsa Triolet dans les Lettres françaises en 1969 ; il a publié depuis une douzaine de recueils de poésie et divers ouvrages de critique littéraire. Une anthologie de son œuvre poétique a été publiée en 2009:  Légendaire. 1969-2005.
Il a été membre du Comité de rédaction de la revue Action Poétique de 1971 à 2012. Il y a publié de nombreuses recensions de livres de poésie, de même que dans diverses autres revues (La Quinzaine littéraire, la NRF, Europe, Aujourd'hui poème, etc.). Ses chroniques de poésie antérieures à 2003 ont été rassemblées dans L'émotion concrète.
Il a par ailleurs été secrétaire général de la Maison des Écrivains et Président de la Maison de la Poésie Jean Joubert de Montpellier de 2016 à 2018. 

## Œuvres
Poésie
- Ordre du jour, Paris, Éditions Pierre Jean Oswald, 1968, 79 p. (BNF 35204640)
- Bouche à la terre, Paris, Action poétique, 1975, 46 p. (BNF 34677480)
- Légendaire, Paris, Les Éditeurs réunis, coll. « Petite sirène », 1977, 94 p.  (ISBN 2-201-01449-3)
- Marches forcées, Baillé, France, URSA, 1985, 72 p.  (ISBN 2-86934-002-8)
- Intempéries, Moulins, France, Éditions Ipomée, coll. « Tadorne », 1989, 167 p.  (ISBN 2-86485-081-8)
- Le Nom propre de l'amour, Bruxelles, Belgique, Éditions Le Cri, coll. « In'hui », 1995, 110 p.  (ISBN 2-87106-152-1)
- Aller où rien ne parle. Un choix, 1996-2000, Tours, France, Éditions Farrago, coll. « Biennale internationale des poètes en Val-de-Marne », 2001, 60 p.  (ISBN 2-84490-077-1)
- Soleil en mémoire, Creil - Reims, France, Éditions Dumerchez, coll. « Double hache », 2002, 142 p.  (ISBN 2-912927-60-9) - Prix Apollinaire 2002

- D’où pas même la voix, Liancourt, France, Éditions Dumerchez, coll. « Double hache », 2005, 85 p.  (ISBN 2-84791-054-9) - Prix Louise-Labé

- Légendaire. 1969-2005, Paris, Éditions Flammarion, coll. « Poésie », 2009, 322 p.  (ISBN 978-2-08-122182-6) -  Prix Théophile-Gautier 2010, médaille de bronze

- Obligé d'être ici, Sens, France, Éditions Obsidiane, 2012, 93 p.  (ISBN 978-2-916447-47-6)[4]
- L'homme qui marche, Flammarion, 2015

Critique littéraire
- Henri Deluy, une passion de l'immédiat, Paris, Éditions Fourbis, 1995, 228 p.  (ISBN 2-907374-94-X)
- L’Émotion concrète. Chroniques de poésie, Chambéry, France, Éditions Comp’Act, coll. « Le corps certain », 2004, 275 p.  (ISBN 2-87661-300-X)[5]
- " Je déteste les dieux qui n'ont pas mal aux pieds ” Variations Hugo, coll. Les placets invectifs, Obsidiane, 2018, 78 pages  (ISBN 9-782916-447841)